# Ridge Racer 7
Ridge Racer 7 – gra wyścigowa z serii Ridge Racer wyprodukowana i wydana przez Namco Bandai Games 11 listopada 2006 roku w Japonii na konsolę PlayStation 3.

## Rozgrywka
Ridge Racer 7 jest zręcznościową grą wyścigową. Grafika gry powstała w rozdzielczości HD. W grze znalazło się ponad 20 tras (każda z nich zawiera wersję odwróconą), 40 samochodów (każdy samochód można zmodyfikować).
W grze zaimplementowano tryb gry wieloosobowej, w którym może wziąć udział do czternastu graczy.